# Arieh Warshel
Arieh Warshel (Sde Nahum, Israel; 20 de noviembre de 1940) es un fisicoquímico israelí (nacionalizado estadounidense). En 2013, recibió el Premio Nobel de Química junto con Michael Levitt y Martin Karplus por el desarrollo de modelos y programas informáticos que permiten entender y predecir el comportamiento de complejos procesos químicos. Actualmente trabaja como catedrático de Química y Bioquímica en la Universidad del Sur de California.

## Biografía
Warshel se graduó en Química en el Technion (1966) y más tarde se doctoró en Fisicoquímica en el Instituto Weizmann de Ciencias (1969). Continuó desarrollando su trabajo postdoctoral en la Universidad de Harvard. En 1972 regresó al Instituto Weizmann, donde permaneció cuatro años.
Posteriormente, en 1976, se unió al departamento de Química en la Universidad del Sur de California y actualmente es su Catedrático de Química y Bioquímica.

## Premio Nobel de Química
El 9 de octubre de 2013, Warshel fue galardonado con el Premio Nobel de Química junto con Michael Levitt y Martin Karplus por el desarrollo de "modelos multiescala de complejos sistemas químicos".
Gracias al trabajo que empezaron a desarrollar entre 1970 y 1976, se sentaron las bases de los programas informáticos que se utilizan para comprender determinados procesos químicos. Estos programas simulan el comportamiento en la vida real de las reacciones químicas (las cuales se producen en fracciones de microsegundo), eliminando la necesidad de hacer un experimento clásico de laboratorio. A su vez, la posibilidad de plantear un proceso químico y comprobar rápidamente los diferentes resultados permite resolver hipótesis y hacer predicciones fácilmente.
Además de las utilidades prácticas, la simulación de procesos químicos ayudaría, entre otros, a estudiar cómo crear nuevos materiales o fármacos. Otra aplicación sería, por ejemplo, utilizar la informática para conocer las distintas maneras en las que puede crecer una célula solar y cuál de los organismos resultantes sería el más eficiente captando luz, lo que podría usarse para generar electricidad.
El principal aporte de Warshel, que fue quien realizó la primera simulación dinámica molecular de un proceso biológico, fue la elaboración de los modelos electroestáticos microscópicos para proteínas.